# Aulis Koponen
Aulis Koponen (Helsinki, 5 aprile 1906 – 8 marzo 1978) è stato un calciatore finlandese, di ruolo attaccante.

## Palmarès

### Club

#### Competizioni nazionali
- Campionato finlandese: 6

HPS: 1926, 1927, 1929, 1932, 1934, 1935